# Олинга, Фабрис
Фабри́с Оли́нга Эссо́но (фр. Fabrice Olinga Essono; 12 мая 1996, Дуала, Камерун) — камерунский футболист, нападающий. Выступал за сборную Камеруна. Второй самый молодой бомбардир испанского чемпионата. Участник чемпионата мира 2014 года.

## Карьера
Фабрис прошёл обучение в футбольной школе при фонде Самуэля Это’О, в Камеруне. В 2009 году он перебирается в Испанию, где поступает в молодёжную академию «Мальорки».
Спустя два года директор молодёжной академии «Малаги» Мануэль Казанова, заметил талантливого нападающего и пригласил его в ряды молодёжной команды андалусского клуба. Олинга сыграл решающую роль в играх за молодёжный Кубок Испании, где помог «Малаге» добраться до финала.
Дебют в Ла Лиге состоялся 18 августа 2012 года, в гостевом матче с «Сельтой», который закончился победой «Малаги» (0:1). Фабрис Олинга вышел на замену на 58-й минуте вместо Себастьяна Фернандеса, а на 84-й минуте забил гол, став самым молодым игроком, забивавшим в Ла Лиге, за всю её историю, на момент гола Олинге было 16 лет, 3 месяца и 6 дней. 22 августа 2012 года в матче квалификационного раунда плей-офф Лиги чемпионов УЕФА, Фабрис дебютирует на международном уровне против греческого «Панатинаикоса», а «Малага» побеждает, 2-0.
В начале 2014 года Олинга на правах аренды перешёл в бельгийский «Зюлте-Варегем». 16 марта 2014 года в матче против «Гента» он дебютировал в Жюпиле лиге.

## Международная карьера
12 октября 2012 года в матче квалификационного раунда Кубка Африки 2013 против сборной Кабо-Верде, Олинга дебютировал за сборную Камеруна. В этом же матче он забил свой первый гол за национальную команду, который принес камерунцам победу, 2:1.
В 2014 году Олинга попал в заявку на участие в чемпионате мира в Бразилии. На турнире он был запасным и на поле так и не вышел.

### Голы за сборную Камеруна
| #   | Дата            | Место                               | Противник  | Счёт | Результат | Соревнование                   |
| --- | --------------- | ----------------------------------- | ---------- | ---- | --------- | ------------------------------ |
| 01. | 12 октября 2012 | Стейд Ахмаду Ахидио, Яунде, Камерун | Кабо-Верде | 2:1  | 2:1       | Кубок Африки 2013 квалификация |

## Статистика
Данные на 1 сентября 2012 года
| Клуб   | Сезон   | Чемпионат | Чемпионат | Кубок | Кубок | Континт. | Континт. | Прочие | Прочие | Всего | Всего |
| Клуб   | Сезон   | Матчи     | Голы      | Матчи | Голы  | Матчи    | Голы     | Матчи  | Голы   | Матчи | Голы  |
| ------ | ------- | --------- | --------- | ----- | ----- | -------- | -------- | ------ | ------ | ----- | ----- |
| Малага | 2012/13 | 2         | 1         | 0     | 0     | 2        | 0        | 0      | 0      | 4     | 1     |
| Всего  | Всего   | 2         | 1         | 0     | 0     | 2        | 0        | 0      | 0      | 4     | 1     |